# Dragonfire
Dragonfire è un videogioco pubblicato nel 1982 per Atari 2600 e Intellivision da Imagic e convertito nel 1983-1984 per diversi altri computer e console. Il protagonista è un principe impegnato a recuperare tesori da un castello che è stato occupato dai draghi.

## Modalità di gioco
Il gioco consiste in due schermate d'azione che si alternano, con funzionamento piuttosto diverso tra loro.
Nella prima fase bisogna attraversare da destra a sinistra un ponte sospeso tra due torri, sopra il fossato del castello. La visuale è di lato e il principe può correre in orizzontale, saltare e abbassarsi. Dalla torre di sinistra vengono lanciate palle di fuoco in orizzontale a due diverse altezze; quelle basse vanno saltate e quelle alte schivate abbassandosi. C'è anche la possibilità di saltare e rannicchiarsi in volo per passare in mezzo tra una palla di fuoco alta e una bassa, se arrivano insieme.
La seconda fase è ambientata in un salone del castello, con visuale rialzata, e il principe può correre in tutte le otto direzioni. Il pavimento è disseminato di tesori di vario genere, che devono essere raccolti tutti per poi fuggire da una porta. Sul lato della stanza nella parte bassa dello schermo si trova un drago che lancia vampate di fuoco che devono essere evitate.
Le due fasi si ripetono ciclicamente, a difficoltà e velocità sempre maggiori. Su alcune delle piattaforme di gioco, andando avanti si possono aggiungere anche nuovi pericoli: nella prima fase un arciere che lancia frecce dall'alto della torre o un tratto di ponte che si apre, nella seconda fase un troll armato di spada che si aggira per la stanza.